# Hiperhidratació
La hiperhidratació és una condició mèdica també coneguda com a intoxicació aquàtica en què el consum d'aigua per part d'un individu és excessiva. Una persona amb dos ronyons sans pot depurar un màxim d'un litre i mig per hora. Les conseqüències més importants d'aquest sobreconsum són la hiponatrèmia (reducció de sodi dins el plasma degut a la dissolució) i una supressió de la producció de l'hormona antidiürètica. La hiponatrèmia extrema (amb nivells de sodi al plasma inferiors a 100 mmol/L) condueix generalment a edemes cerebrals, espasmes, coma i mort.
Tot i que la hiperhidratació condueix inevitablement a la hiponatrèmia, les dues condicions són de fet diferents; la hiponatrèmia pot succeir en absència d'un consum elevat d'aigua, per exemple sota condicions tal com la diarrea, quan el cos elimina sodi en excés).
Algunes víctimes famoses d'hiperhidratació inclouen na Leah Betts i n'Anna Wood (ambdues moriren), la competidora de la Marató de Boston Cynthia Lucero (també morí) i l'atleta Craig Barrett (se salvà). En un cas molt mediatitzat de bullying en fraternitats universitàries, l'alumne de la Chico State University Matthew Carrington va ser presumptament forçat per quatre membres de la Chi Tau House a beure quantitats excessives d'aigua, mentre feia cal·listènia en un soterrani fred, com a part d'uns ritus d'iniciació. Va perdre el coneixement i va morir d'una fallida cardíaca a causa d'hiperhidratació.

## Prevenció
La set no és un bon indicador del nivell d'hidratació d'una persona. El millor indicador és el color de l'orina. L'orina hauria de ser d'un color groc clar, acostant-se a transparent. Un color groc una mica més fosc indica deshidratació. Una orina completament incolora pot indicar hiperhidratació. Suar durant una activitat física redueix tant el sodi com l'aigua del cos. Recuperar aigua sense recuperar sodi pot portar a un perillós desequilibri, i viceversa.